# Avinu Malkeinu
Avinu Malkeinu (en hebreu אָבִינוּ מַלְכֵּנוּ El Nostre Pare, El Nostre Rei) són les primeres paraules i el nom d'una part solemne de la litúrgia jueva tradicional, especialment durant els dies de penitència entre les festes de Roix ha-Xanà i Iom Kippur.
Es recita després de l'Amidà i abans de la lectura de la Torà, i alguns autors sostenen que és base del Parenostre cristià.
El compositor polonès Max Janowski, tot basant-se en l'oració tradicional, va compondre’n una nova versió que va popularitzar la cantant Barbra Streisand.